# The Complete Works
The Complete Works är en samlingsbox av det brittiska rockbandet Queen, utgiven 1985.

## Lista över album
1. Queen (1973)
2. Queen II (1974)
3. Sheer Heart Attack (1974)
4. A Night at the Opera (1975)
5. A Day at the Races (1976)
6. News of the World (1977)
7. Jazz (1978)
8. Live Killers Vol. 1 (1979)
9. Live Killers Vol. 2
10. The Game (1980)
11. Flash Gordon (1980)
12. Hot Space (1982)
13. The Works (1984)
14. Complete Vision (medföljande LP)